# Villo!

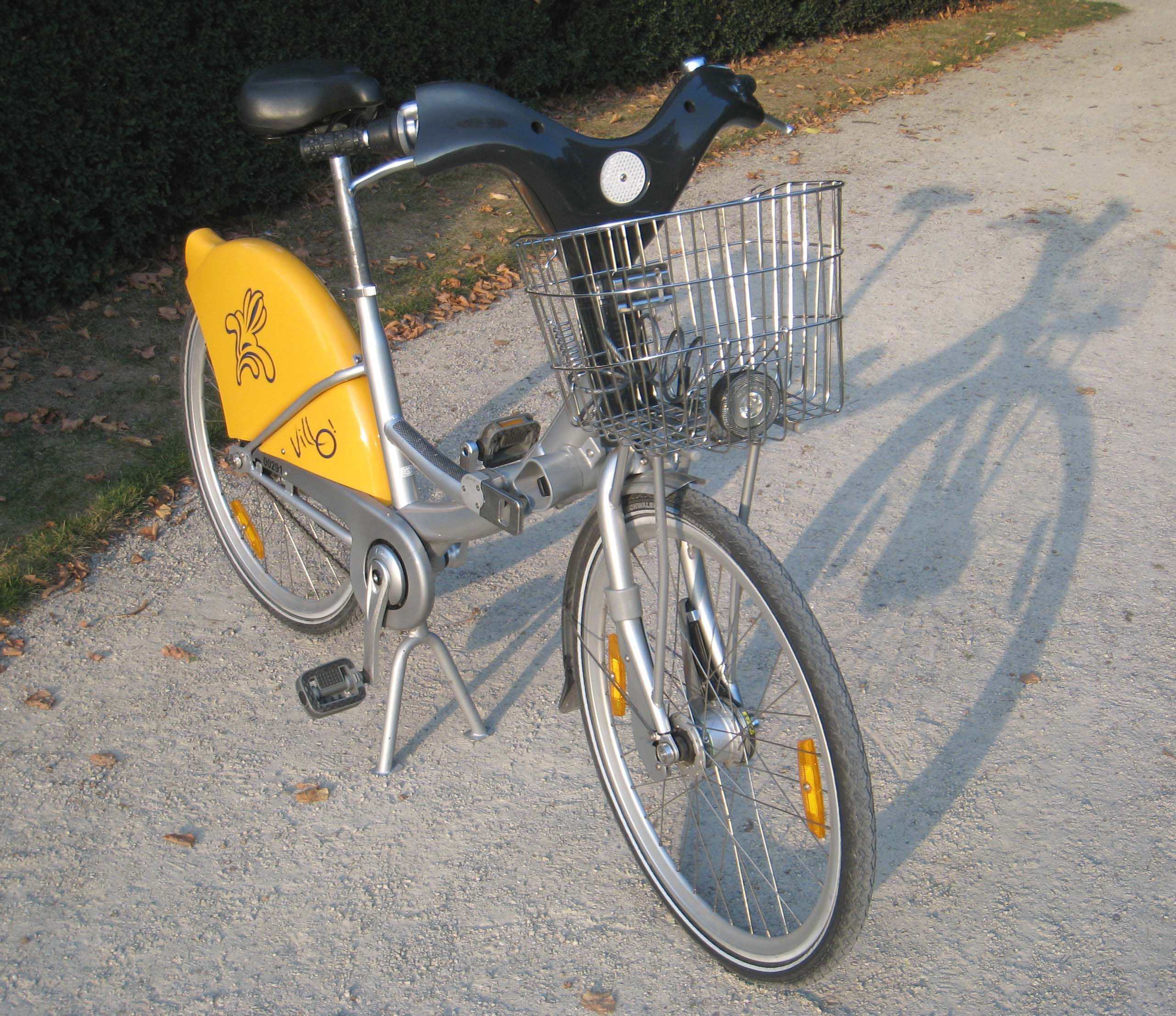
Un vélo Villo!

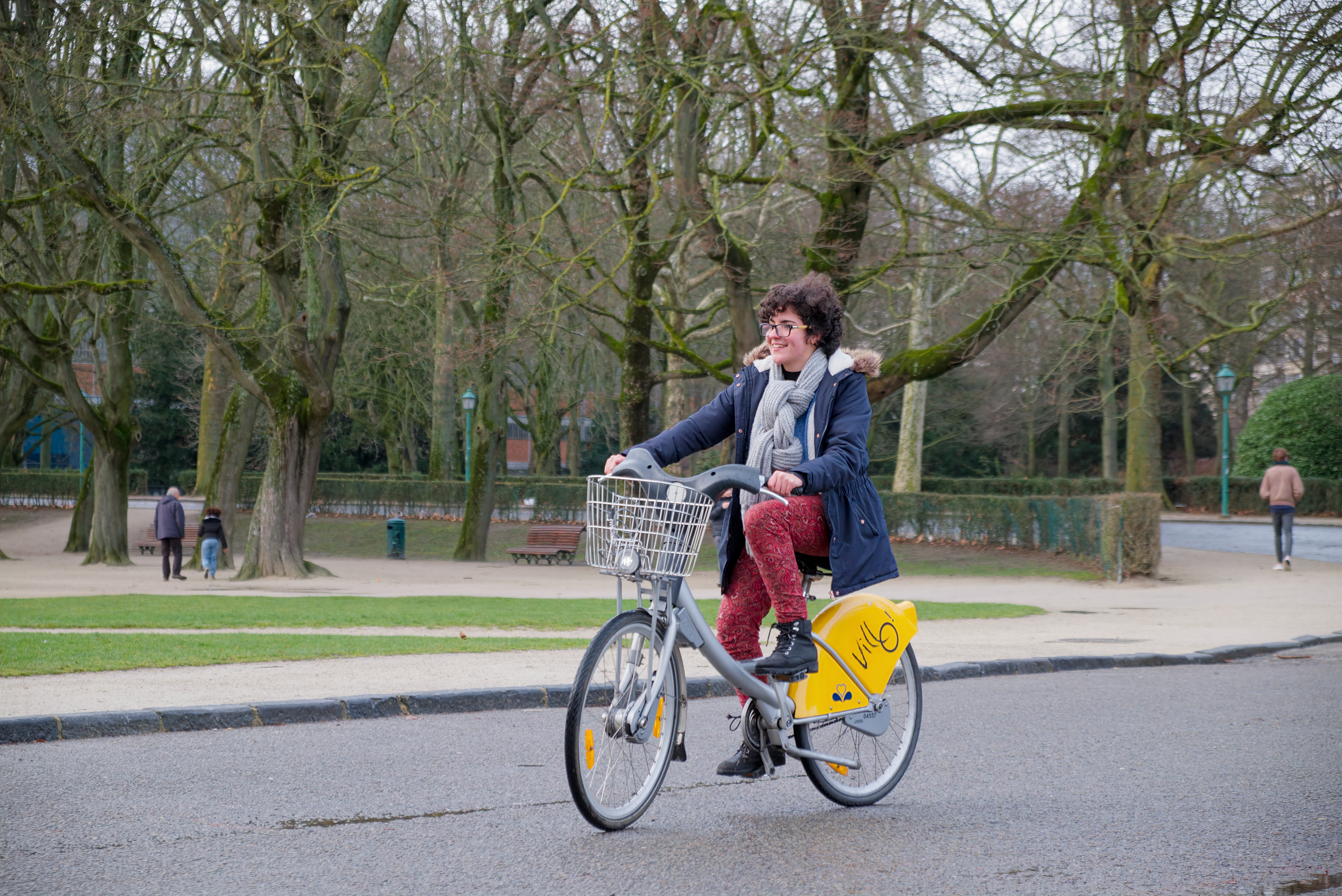
Utilisatrice d'un Villo! au Parc du Cinquantenaire

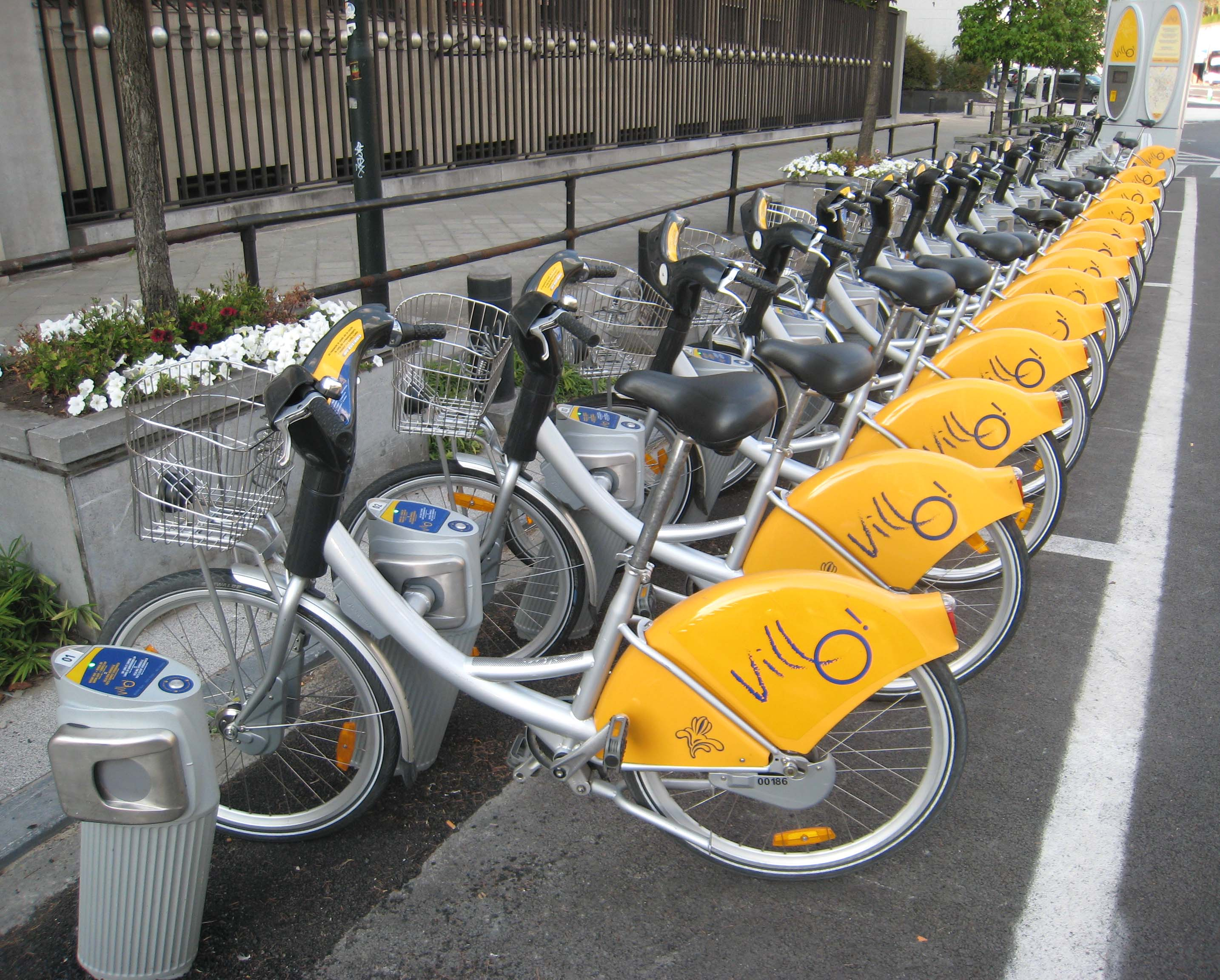
Une station Villo!

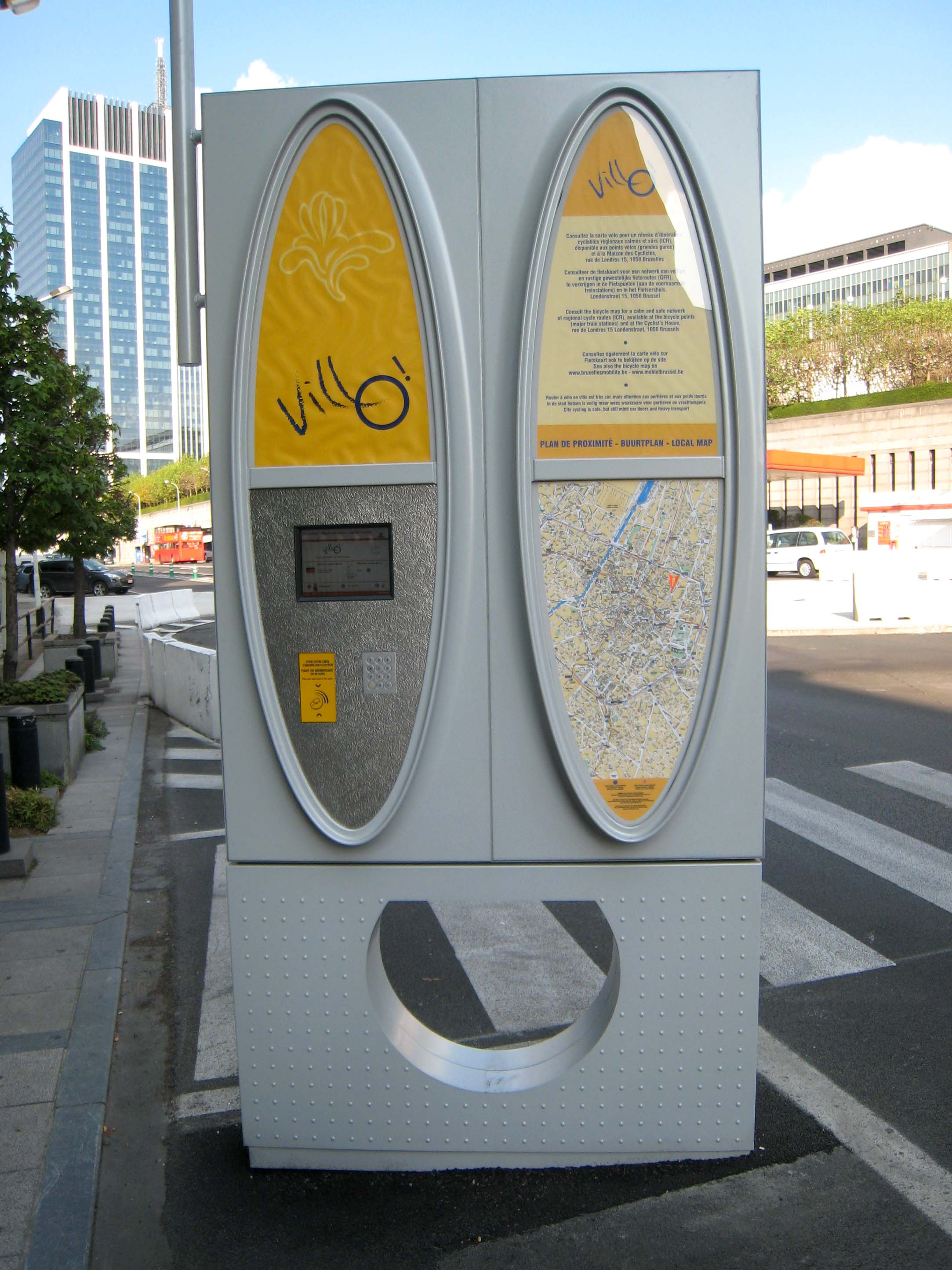
Borne Villo!

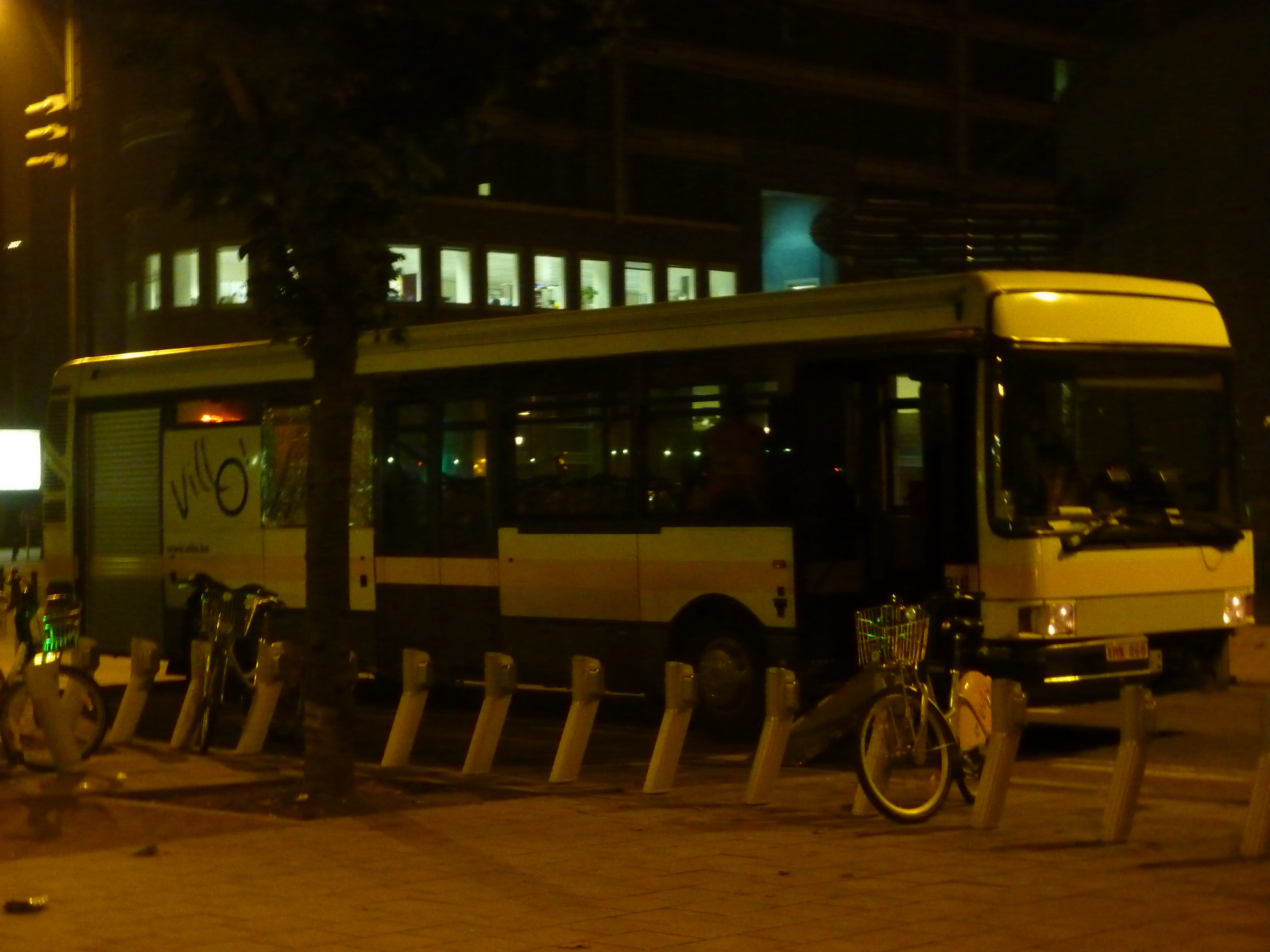
Bus Villo! de type Renault R 312 chargeant et déchargeant des vélos aux petites heures du matin

Villo! (mot-valise, contraction de ville et vélo) est le service de vélos partagés exploité par JCDecaux dans la région de Bruxelles-Capitale.
Il voit le jour le 16 mai 2009 et remplace Cyclocity qui existait à Bruxelles depuis 2006. La concession arrivera à son terme en 2026.
Ce service est disponible dans les 19 communes bruxelloises.
Fin mai 2018, Villo! compte près de 360 stations et un parc de 5 000 vélos. 37 500 abonnés utilisent le service.
Selon une étude comparative lancée en 2023 par Bruxelles mobilité, le service est relativement peu performant, en particulier en raison de la faible densité des stations et de la mise à disposition de vélos lourds et peu confortables.

## Aperçu

### Vélos et stations
Chaque vélo est muni d’une selle réglable, de sept vitesses, d’un panier avant, d’un carter protégeant la chaîne, de feux avant et arrière allumés en permanence via une dynamo, de freins avant et arrière et d’un antivol intégré. L’ensemble pèse environ 22 kg.
Le retrait du vélo s’effectue à la borne de la station avec une carte d’abonné ou via l’application mobile. L’abonnement dure un an et doit être souscrit à distance. Il peut être chargé sur une carte Mobib ou une carte dédiée. Quel que soit le type de support, la première demi-heure est incluse puis le tarif augmente par tranche de 30 minutes.
Les abonnés à l’année peuvent bénéficier de 10 minutes gratuites en restituant leur Villo! dans une des quelque 60 stations bonus. Ce système incitatif sert à favoriser le rééquilibrage entre les stations, en particulier vers celles situées sur les hauteurs de la ville.
En cas de non-restitution du vélo, la caution de 150 euros est prélevée sur le compte bancaire de l’utilisateur.

### Évolution
Pendant les premières années, l'utilisation a augmenté régulièrement. Le nombre de locations est ainsi passé de 871 916 en 2010 à 1 615 160 en 2017. L'usage est cependant en baisse lorsque l'on considère le nombre de locations/Villo ! /jour (1,6 en 2011 contre 0,7 en 2023).
Dès 2013, il y a eu une réflexion pour mettre en service des modèles électriques. Cependant, elle n’aboutira pas immédiatement compte tenu de coûts jugés prohibitifs. En 2018, la réflexion reprend et des modèles électriques sont annoncés pour mi-2019. Il est prévu d’avoir un tiers de Villo! électriques (dont les utilisateurs loueraient la batterie à Cyclocity) et d’améliorer l’ergonomie des stations. La contrepartie à cette évolution est l’installation de panneaux publicitaires numériques. Même si leur avis n’est pas contraignant, plusieurs communes s’y opposent en avançant que ces panneaux risquent de déconcentrer les automobilistes et sont énergivores.
Fin 2019, un tiers des vélos est remplacé par un modèle à assistance électrique. Pour en bénéficier, l’utilisateur souscrit un abonnement supplémentaire (4,50 euros par mois) et reçoit ensuite une batterie portative à brancher à l’avant du vélo. Dotée d’une autonomie de 8 à 10 km, celle-ci se recharge via USB-C. Ces 1800 eVillo! sont hybrides dans la mesure où ils peuvent aussi être utilisés sans l’assistance électrique.

## Stations
Des stations se situent dans toutes les communes de la Région bruxelloise. Chaque station comprend entre une vingtaine et une quarantaine d’emplacements dont la disponibilité est indiquée sur place et en ligne en temps réel. Des stations peuvent être temporairement fermées ou démontées en raison de travaux de voirie par exemple.
| Commune               | Nbre de stations |
| --------------------- | ---------------- |
| Anderlecht            | 33               |
| Auderghem             | 13               |
| Berchem-Sainte-Agathe | 7                |
| Bruxelles-ville       | 50               |
| Etterbeek             | 8                |
| Evere                 | 13               |
| Forest                | 17               |
| Ganshoren             | 7                |
| Ixelles               | 31               |
| Jette                 | 14               |
| Koekelberg            | 7                |
| Laeken                | 11               |
| Molenbeek-Saint-Jean  | 19               |
| Neder-over-Heembeek   | 5                |
| Saint-Gilles          | 11               |
| Saint-Josse-ten-Noode | 5                |
| Schaerbeek            | 37               |
| Uccle                 | 20               |
| Watermael-Boitsfort   | 5                |
| Woluwe-Saint-Pierre   | 6                |
| Woluwe-Saint-Lambert  | 12               |

| No  | Nom                                    | Localisation                                    | Commune                  |
| --- | -------------------------------------- | ----------------------------------------------- | ------------------------ |
| 1   | Léopold II                             | Avenue de Tervueren 218                         | Woluwe-Saint-Pierre      |
| 2   | Éloy                                   | rue Éloy                                        | Anderlecht               |
| 3   | Porte de Flandre                       | boulevard de Nieuport 1                         | Bruxelles-ville          |
| 4   | Jardin aux Fleurs                      | place du Jardin aux Fleurs                      | Bruxelles-ville          |
| 5   | Bourse                                 | rue Paul Delvaux                                | Bruxelles-ville          |
| 6   | Gare Centrale                          | boulevard de l'Impératrice                      | Bruxelles-ville          |
| 7   | Parc                                   | rue Royale 66-68                                | Bruxelles-ville          |
| 8   | Arts-Loi                               | avenue des Arts 24                              | Bruxelles-ville          |
| 9   | Anneessens                             | boulevard Maurice Lemonnier 42-46               | Bruxelles-ville          |
| 10  | Chapelle                               | place de la chapelle                            | Bruxelles-ville          |
| 11  | Sablon                                 | rue de la Régence                               | Bruxelles-ville          |
| 12  | Trône                                  | avenue des Arts 58                              | Bruxelles-ville          |
| 13  | Lemonnier                              | boulevard Maurice Lemonnier 202-206             | Bruxelles-ville          |
| 14  | Porte de Namur                         | boulevard du Régent 1                           | Bruxelles-ville          |
| 15  | Montgomery                             | Avenue de Tervueren 136-138                     | Woluwe-Saint-Pierre      |
| 16  | Louise                                 | place Louise 53                                 | Saint-Gilles             |
| 17  | Comte de Flandres                      | Rue Sainte-Marie                                | Molenbeek-Saint-Jean     |
| 18  | Gutenberg                              | square Gutenberg 5                              | Bruxelles-ville          |
| 19  | Place Morichar                         | rue des Étudiants 32-34                         | Saint-Gilles             |
| 20  | Palais Royal                           | rue Royale 14                                   | Bruxelles-ville          |
| 21  | De Brouckère                           | place de Brouckère                              | Bruxelles-ville          |
| 22  | Jacqmain                               | boulevard d'Anvers                              | Bruxelles-ville          |
| 23  | Agora                                  | place Agora 120                                 | Bruxelles-ville          |
| 24  | Rogier                                 | boulevard du Jardin Botanique                   | Bruxelles-ville          |
| 25  | Porte d'Anderlecht                     | boulevard Poincaré 27-29                        | Anderlecht               |
| 26  | Van Lint                               | rue Van Lint 6-8                                | Anderlecht               |
| 27  | Square Albert Ier                      | square Albert I 25-27                           | Anderlecht               |
| 28  | Clemenceau                             | chaussée de Mons 159-163                        | Anderlecht               |
| 29  | Baudouin                               | rue de Laeken                                   | Bruxelles-ville          |
| 30  | Laeken                                 | rue de Laeken 109-119                           | Bruxelles-ville          |
| 31  | Musée de la BD                         | boulevard Pachéco                               | Bruxelles-ville          |
| 32  | Dansaert                               | rue Antoine Dansaert 60-64                      | Bruxelles-ville          |
| 33  | Mort Subite                            | rue Montagne aux Herbes Potagères 7             | Bruxelles-ville          |
| 34  | Fontainas                              | boulevard Anspach 180-192                       | Bruxelles-ville          |
| 35  | Cantersteen                            | rue Cantersteen 41-45                           | Bruxelles-ville          |
| 36  | Place Saint Jean                       | rue du Lombard 42                               | Bruxelles-ville          |
| 37  | Poelaert                               | place Poelaert 3                                | Bruxelles-ville          |
| 38  | Jeu de Balle                           | rue Blaes 135-141                               | Bruxelles-ville          |
| 39  | Hôtel des Monnaies                     | boulevard de Waterloo 93-98                     | Bruxelles-ville          |
| 40  | Porte de Hal                           | boulevard du Midi 142                           | Bruxelles-ville          |
| 41  | Saint Roch                             | chaussée d'Anvers 37                            | Bruxelles-ville          |
| 42  | Porte de Ninove                        | place de Ninove (boulevard de l'Abattoir)       | Bruxelles-ville          |
| 43  | Joseph II                              | rue Joseph II                                   | Bruxelles-ville          |
| 44  | Charlemagne                            | rue de la Science 11                            | Bruxelles-ville          |
| 45  | Stéphanie                              | avenue Louise 61A-65                            | Bruxelles-ville          |
| 46  | Albertine                              | boulevard de l'Empereur 2                       | Bruxelles-ville          |
| 47  | Les Quais                              | quai à la Chaux 1-2                             | Bruxelles-ville          |
| 48  | Congrès                                | rue Royale 144-148                              | Bruxelles-ville          |
| 49  | Willebroeck                            | quai de Willebroeck 22bis                       | Bruxelles-ville          |
| 50  | Ribeaucourt                            | boulevard Léopold II 121-123                    | Molenbeek-Saint-Jean     |
| 51  | Midi Fonsny                            | rue d'Angleterre                                | Saint-Gilles             |
| 52  | Sainctelette                           | place Sainctelette                              | Molenbeek-Saint-Jean     |
| 53  | Gare du Midi                           | place Victor Horta                              | Saint-Gilles             |
| 54  | Tour et Taxis                          | rue Picard 3                                    | Bruxelles-ville          |
| 55  | Botanique                              | avenue Galilée                                  | Saint-Josse-ten-Noode    |
| 56  | Archimède                              | rue Archimède 58-64                             | Bruxelles-ville          |
| 57  | Madou                                  | rue Scailquin                                   | Saint-Josse-ten-Noode    |
| 58  | Place du Nord                          | place du Nord                                   | Saint-Josse-ten-Noode    |
| 59  | Place Saint-Josse                      | rue Willems 5-11                                | Saint-Josse-ten-Noode    |
| 60  | Saint-Lazare                           | boulevard Saint-Lazare 4-10                     | Saint-Josse-ten-Noode    |
| 61  | Maelbeek                               | chaussée d'Etterbeek 15                         | Bruxelles-ville          |
| 62  | Cortenbergh                            | avenue de Cortenbergh                           | Bruxelles-ville          |
| 63  | Jules César                            | Avenue de Tervueren 278                         | Woluwe-Saint-Pierre      |
| 64  | Vétérinaires                           | rue de France                                   | Saint-Gilles             |
| 65  | Parvis de Saint-Gilles                 | chaussée de Waterloo 65-69                      | Saint-Gilles             |
| 66  | Schuman                                | rue de la Loi 170                               | Bruxelles-ville          |
| 67  | Parc du Cinquantenaire                 | avenue d'Auderghem 45                           | Bruxelles-ville          |
| 68  | Jean Rey                               | place Jean Rey                                  | Bruxelles-ville          |
| 69  | Lesbroussart                           | avenue Louise 192                               | Bruxelles-ville          |
| 70  | Aurore                                 | avenue Louise 440                               | Bruxelles-ville          |
| 71  | Legrand                                | avenue Louise 525                               | Bruxelles-ville          |
| 72  | ULB Franklin Roosevelt                 | avenue Franklin Roosevelt 19                    | Bruxelles-ville          |
| 73  | Vleurgat                               | avenue Louise 300                               | Bruxelles-ville          |
| 74  | Place Loix                             | rue Berckmans 78-84                             | Saint-Gilles             |
| 75  | Général Baron                          | avenue du Parc 55                               | Saint-Gilles             |
| 76  | Place Van Meenen                       | avenue Paul Dejaer 35-39                        | Saint-Gilles             |
| 77  | Paul Janson                            | chaussée de Charleroi 159                       | Saint-Gilles             |
| 78  | Duc Petiaux                            | chaussée de Charleroi                           | Saint-Gilles             |
| 79  | Loi                                    | rue de Trèves 126-128                           | Bruxelles-ville          |
| 80  | Céres                                  | avenue Franklin Roosevelt 14                    | Bruxelles-ville          |
| 81  | Pont Bockstael                         | boulevard Émile Bockstael 5                     | Laeken (Bruxelles-ville) |
| 82  | Pannenhuis                             | rue Charles Demeer 71                           | Laeken (Bruxelles-ville) |
| 83  | Simonis                                | boulevard Léopold II 282                        | Koekelberg               |
| 84  | Sainte-Anne                            | rue de l'Église Sainte-Anne 116                 | Koekelberg               |
| 85  | Étangs Noirs                           | chaussée de Gand                                | Molenbeek-Saint-Jean     |
| 86  | Maison comm. de Jette                  | chaussée de Wemmel 102                          | Jette                    |
| 87  | Miroir                                 | avenue de Laeken 36                             | Jette                    |
| 88  | Woeste                                 | avenue Notre Dame de Lourdes                    | Jette                    |
| 89  | Athenée de Jette                       | avenue de Levis Mirepoix 100                    | Jette                    |
| 90  | Broustin                               | avenue de Jette 73-81                           | Koekelberg               |
| 91  | Belgica                                | place Philippe Werrie 24                        | Jette                    |
| 92  | Lenoir                                 | boulevard de Smet de Naeyer 187-189             | Jette                    |
| 93  | Clovis                                 | chaussée de Louvain 260-264                     | Bruxelles-ville          |
| 94  | Duchesse de Brabant                    | rue de Birmingham                               | Molenbeek-Saint-Jean     |
| 95  | Place Bockstael                        | boulevard Émile Bockstael 254                   | Laeken (Bruxelles-ville) |
| 96  | Hôtel Président                        | boulevard du Roi Albert II                      | Bruxelles-ville          |
| 97  | Karreveld                              | chaussée de Gand 1-3                            | Molenbeek-Saint-Jean     |
| 98  | Cimetière                              | boulevard Louis Mettewie                        | Molenbeek-Saint-Jean     |
| 99  | Jubilé                                 | boulevard du Jubilé 79                          | Molenbeek-Saint-Jean     |
| 100 | Gare du Luxembourg                     | rue de Trèves                                   | Ixelles                  |
| 101 | Parnasse                               | rue du Trône 111-113                            | Ixelles                  |
| 102 | Museum                                 | chaussée de Wavre 229-233                       | Ixelles                  |
| 103 | Ernest Solvay                          | rue de l'Arbre Bénit 2-6                        | Ixelles                  |
| 104 | Fernand Cocq                           | place Fernand Cocq 19-23                        | Ixelles                  |
| 105 | De Hennin                              | chaussée d'Ixelles 254-260                      | Ixelles                  |
| 106 | Germoir                                | avenue de la Couronne 92-96                     | Ixelles                  |
| 107 | Defacqz                                | rue Defacqz 25-29                               | Ixelles                  |
| 108 | Flagey                                 | place Eugène Flagey 11                          | Ixelles                  |
| 109 | Châtelain                              | rue de l'Aqueduc 115-119                        | Ixelles                  |
| 110 | Rodin                                  | avenue de la Couronne 145D                      | Ixelles                  |
| 111 | Leemans                                | place Albert Leemans 13-14                      | Ixelles                  |
| 112 | Page                                   | chaussée de Waterloo 440-442                    | Ixelles                  |
| 113 | Abbaye de la Cambre                    | avenue Émile Duray 2                            | Ixelles                  |
| 114 | de Beco                                | avenue Émile de Beco 128                        | Ixelles                  |
| 115 | Petite Suisse                          | place de la Petite Suisse 16-18                 | Ixelles                  |
| 116 | Fraiteur                               | boulevard de la Plaine (entrée ULB)             | Ixelles                  |
| 117 | Cimetière d'Ixelles                    | avenue de l'Université 1-5                      | Ixelles                  |
| 118 | Buyl                                   | avenue Adolphe Buyl 1-3                         | Ixelles                  |
| 119 | Paquot                                 | rue Jean Paquot 44-48                           | Ixelles                  |
| 120 | Blyckaerts                             | place Raymond Blyckaerts                        | Ixelles                  |
| 121 | Étangs                                 | rue Guillaume Stocq 1-5                         | Ixelles                  |
| 122 | Gare d'Etterbeek                       | boulevard Général Jacques                       | Ixelles                  |
| 123 | Van Eyck                               | chaussée de Vleurgat 215-217                    | Ixelles                  |
| 124 | Charles Graux                          | chaussée de Waterloo 585-587                    | Ixelles                  |
| 125 | Georges Brugmann                       | place Georges Brugmann 10-11                    | Ixelles                  |
| 127 | Gray                                   | rue des Deux Ponts 4                            | Ixelles                  |
| 133 | Château                                | avenue du Château                               | Koekelberg               |
| 134 | Bastogne                               | place de Bastogne                               | Koekelberg               |
| 135 | Parc Lacroix                           | avenue Princesse Élisabeth                      | Schaerbeek               |
| 136 | Pavillon                               | place du Pavillon 92-96                         | Schaerbeek               |
| 137 | Maison Com. de Sch.                    | rue Royale Sainte-Marie 241-245                 | Schaerbeek               |
| 138 | Houffalize                             | place de Houffalize                             | Schaerbeek               |
| 139 | Liedts                                 | place Liedts 38                                 | Schaerbeek               |
| 140 | Azalées                                | avenue des Azalées 68                           | Schaerbeek               |
| 141 | Gare du Nord                           | boulevard Simon Bolivar                         | Schaerbeek               |
| 142 | Bienfaiteurs                           | avenue Rogier 269-271                           | Schaerbeek               |
| 143 | RTL                                    | chaussée de Louvain 770                         | Schaerbeek               |
| 144 | Sainte-Marie                           | rue Royale 257-259                              | Schaerbeek               |
| 145 | Coteaux                                | avenue Rogier 128                               | Schaerbeek               |
| 146 | Léopold III                            | boulevard Léopold III                           | Schaerbeek               |
| 147 | Lycée Émile Max                        | chaussée de Haecht 226-230                      | Schaerbeek               |
| 148 | Gare de Meiser                         | avenue Rogier 377-379                           | Schaerbeek               |
| 149 | Jules Lebrun                           | chaussée de Louvain 593                         | Schaerbeek               |
| 150 | Meiser                                 | place Général Meiser 1-3                        | Schaerbeek               |
| 151 | Louvain                                | chaussée de Louvain 488-494                     | Schaerbeek               |
| 152 | Place Dailly                           | place Dailly 24-25                              | Schaerbeek               |
| 153 | Square Armand Steurs                   | avenue Paul Deschanel 267-269                   | Schaerbeek               |
| 154 | Plasky                                 | square Eugène Plasky 100                        | Schaerbeek               |
| 155 | Les Marronniers                        | Chaussée de Wavre 1181                          | Auderghem                |
| 156 | Jamblinne de Meux                      | place de Jamblinne de Meux 43-45                | Schaerbeek               |
| 157 | Héliotropes                            | boulevard Lambermont 374                        | Schaerbeek               |
| 158 | Van Ysendijck                          | avenue Voltaire 6                               | Schaerbeek               |
| 159 | Masui                                  | avenue de la Reine 153                          | Schaerbeek               |
| 160 | Princesse Élisabeth                    | place Princesse Élisabeth 8-19                  | Schaerbeek               |
| 161 | Demolder                               | avenue Eugène Demolder 68                       | Schaerbeek               |
| 162 | Brabant                                | rue de Quatrecht 39                             | Schaerbeek               |
| 163 | Chazal                                 | avenue Ernest Cambier 7                         | Schaerbeek               |
| 164 | Kennis                                 | boulevard Lambermont 284                        | Schaerbeek               |
| 165 | Cimetière de Jette                     | boulevard de Smet de Naeyer 322                 | Jette                    |
| 166 | Tref centrum                           | rue Amélie Gomand 45-51                         | Jette                    |
| 167 | Charles V                              | avenue Charles Quint 129-131                    | Berchem-Sainte-Agathe    |
| 168 | Hopital Français                       | avenue Josse Goffin 133-135                     | Berchem-Sainte-Agathe    |
| 169 | Eekhoud                                | avenue Georges Eekhoud 56                       | Schaerbeek               |
| 170 | Riga                                   | square François Riga                            | Schaerbeek               |
| 171 | Apollo                                 | square Apollo                                   | Schaerbeek               |
| 172 | Aéropolis                              | chaussée de Haecht 586                          | Schaerbeek               |
| 173 | Bichon                                 | place Bichon                                    | Schaerbeek               |
| 174 | Mennekens                              | avenue Brigade Piron 80-84                      | Molenbeek-Saint-Jean     |
| 175 | Beekant                                | boulevard Edmond Machtens                       | Molenbeek-Saint-Jean     |
| 176 | Colonel Bourg                          | rue Colonel Bourg 104                           | Schaerbeek               |
| 177 | Chasseurs Ardennais                    | rue du Noyer 81-87                              | Bruxelles-ville          |
| 178 | Diamant                                | boulevard Auguste Reyers                        | Schaerbeek               |
| 179 | Celtes                                 | avenue de Tervueren 17                          | Etterbeek                |
| 180 | Jourdan                                | rue Froissart 3-5                               | Etterbeek                |
| 181 | Louis Titz                             | avenue de la Chasse 182-184                     | Etterbeek                |
| 182 | Boileau                                | boulevard Saint-Michel                          | Etterbeek                |
| 183 | La Chasse                              | avenue des Casernes 4-6                         | Etterbeek                |
| 184 | Philippe Baucq                         | rue Philippe Baucq 32-38                        | Etterbeek                |
| 185 | Père de Deken                          | rue Père de Deken                               | Etterbeek                |
| 186 | Étangs                                 | chaussée de Wavre 490                           | Etterbeek                |
| 187 | Arsenal                                | boulevard Louis Schmidt 2                       | Etterbeek                |
| 188 | Osseghem                               | avenue Mahatma Gandhi                           | Molenbeek-Saint-Jean     |
| 189 | Place Van Meyel                        | place Van Meyel                                 | Etterbeek                |
| 190 | Terdelt                                | place Terdelt                                   | Schaerbeek               |
| 191 | Avenue Clays                           | avenue Clays                                    | Schaerbeek               |
| 192 | Auberge de jeunesse                    | rue Delaunoy 67                                 | Molenbeek-Saint-Jean     |
| 193 | Gare de l'Ouest                        | chaussée de Ninove 207-209                      | Molenbeek-Saint-Jean     |
| 194 | Stuyvenbergh                           | Avenue Houba-de Strooper 30-32                  | Laeken                   |
| 195 | Westland Shopping                      | Boulevard Sylvain Dupuis                        | Anderlecht               |
| 196 | Prince de Liège                        | Chaussée de Ninove 629                          | Anderlecht               |
| 197 | De Smet                                | Place Henri De Smet                             | Anderlecht               |
| 198 | Scheut                                 | Chaussée de Ninove 441                          | Anderlecht               |
| 199 | Henri Rey                              | Boulevard Felix Paulsen 3-5-7-9                 | Anderlecht               |
| 200 | Vétérans Coloniaux                     | Boulevard Jules Graindor                        | Anderlecht               |
| 201 | Peterbos                               | Boulevard Maria Groeninckx de May 26            | Anderlecht               |
| 202 | Aumale                                 | Rue d'Aumale (Bruxelles) 339-341                | Anderlecht               |
| 203 | Demosthene                             | Boulevard Prince de Liège 216-218-220           | Anderlecht               |
| 204 | Dupuis                                 | Boulevard Sylvain Dupuis 209-211-213            | Anderlecht               |
| 205 | De Linde                               | Place de Linde 222                              | Anderlecht               |
| 206 | Saint-Guidon                           | Avenue Paul Janson 34-28                        | Anderlecht               |
| 207 | Biestebroeck                           | chaussée de Mons 518-526                        | Anderlecht               |
| 208 | Melba                                  | avenue Nellie Melba 1 à 9                       | Anderlecht               |
| 209 | Veeweyde                               | Boulevard Theo Lambert 5 à 9                    | Anderlecht               |
| 210 | Marius Renard                          | Avenue Charles de Tollenaere 60                 | Anderlecht               |
| 211 | Ceria                                  | Chaussée de Mons 1292-1284                      | Anderlecht               |
| 212 | Theo Lambert                           | Boulevard Theo Lambert 62-64-66                 | Anderlecht               |
| 213 | La Roue                                | Chaussée de Mons 1100-1106                      | Anderlecht               |
| 214 | Campus Ceria                           | Rue Emile Gryson 6 à 9                          | Anderlecht               |
| 215 | Cureghem                               | avenue Raymond Vander Bruggen                   | Anderlecht               |
| 216 | Aristide Briand                        | Chaussée de Mons 718 à 720                      | Anderlecht               |
| 217 | Bizet                                  | Place Bizet 11 à 19                             | Anderlecht               |
| 218 | Delacroix                              | Rue Léon Delacroix 1 à 7                        | Anderlecht               |
| 219 | Van Hellemont                          | Rue de Neerpede 372-374                         | Anderlecht               |
| 220 | Luther King                            | Boulevard Maurice Carême 30                     | Anderlecht               |
| 221 | Curie                                  | Square Marie Curie 30                           | Anderlecht               |
| 222 | Merckx                                 | Route de Lennik                                 | Anderlecht               |
| 223 | Wiels                                  | Avenue Wielemans Ceuppens 7                     | Forest                   |
| 224 | Rochefort                              | Avenue Wielemans Ceuppens 184-190               | Forest                   |
| 225 | Place Albert                           | Chaussée d'Alsemberg 178-180-182                | Forest                   |
| 226 | Union                                  | Boulevard de la deuxième armée britannique 8-2  | Forest                   |
| 228 | Altitude cent                          | Place de l'altitude cent 31                     | Forest                   |
| 229 | Zaman Forest National                  | Avenue van Volxem 2                             | Forest                   |
| 230 | Berkendael                             | Avenue Albert 134                               | Forest                   |
| 231 | Kersbeek                               | Avenue Kersbeek 107                             | Forest                   |
| 232 | Domaine                                | Avenue du domaine 150                           | Forest                   |
| 233 | Parc Duden                             | Avenue Rousseau 132                             | Forest                   |
| 234 | St Denis                               | Place Saint Denis 68                            | Forest                   |
| 235 | Forest National                        | Avenue Rousseau (devant Forest National)        | Forest                   |
| 236 | Maison communale de Forest             | Rue Saint Denis 4                               | Forest                   |
| 237 | Parvis Saint Antoine                   | Rue de Mérode 290                               | Forest                   |
| 238 | Union Saint-Gilloise                   | Chaussée de Bruxelles 366-362                   | Forest                   |
| 239 | Darwin                                 | Avenue Brugmann 139-147                         | Forest                   |
| 240 | Vanderkindere                          | Rue Vanderkindere 194                           | Uccle                    |
| 241 | Statuaires                             | Avenue de Fré                                   | Uccle                    |
| 242 | Maison communale d'Uccle               | Place Jean Vanderelst 25                        | Uccle                    |
| 243 | Rond-point Churchill                   | Avenue de Messidor 338                          | Uccle                    |
| 244 | Bois de la Cambre                      | Avenue Winston Churchill 254                    | Uccle                    |
| 245 | Hamoir                                 | Chaussée de Waterloo 1143                       | Uccle                    |
| 246 | Gatti de Gamond                        | Rue de Stalle                                   | Uccle                    |
| 247 | Stalle                                 | Rue de Stalle prolongée                         | Uccle                    |
| 248 | Prince de Ligne                        | Chaussée de Waterloo 1170                       | Uccle                    |
| 249 | Saint-Job                              | Place Saint-Job                                 | Uccle                    |
| 250 | Sainte-Elisabeth                       | Avenue de Fré - Chaussée de Waterloo            | Uccle                    |
| 251 | Paola                                  | Rue Victor Allard 222                           | Uccle                    |
| 252 | Bempt                                  | Chaussée de Neerstalle 244                      | Forest                   |
| 253 | Reine Fabiola                          | Avenue Pieter Godefroy                          | Ganshoren                |
| 254 | Basilique                              | Avenue Jacques Sermon                           | Ganshoren                |
| 255 | Sacré-Cœur Ganshoren                   | Avenue Charles-Quint 9                          | Ganshoren                |
| 256 | Van Overbeke                           | Avenue Van Overbeke                             | Ganshoren                |
| 257 | Place Marguerite d'Autriche            | Place Marguerite d'Autriche 9                   | Ganshoren                |
| 258 | Liberté                                | Avenue de la liberté 44                         | Koekelberg               |
| 259 | Noville                                | Square de Noville                               | Koekelberg               |
| 260 | Triton                                 | Avenue des Anciens Combattants - Piscine        | Evere                    |
| 261 | Conscience                             | Avenue Henri Conscience 83                      | Evere                    |
| 262 | Place de la Paix                       | Place de la Paix 24                             | Evere                    |
| 263 | Maison communale d'Evere               | Square Servaes Hoedemaekers                     | Evere                    |
| 264 | Notre Dame                             | Avenue Notre Dame 53 à 61                       | Evere                    |
| 265 | Evere Shopping                         | Avenue des Loisirs                              | Evere                    |
| 266 | Gare de Bordet                         | Chaussée de Haecht 1147                         | Evere                    |
| 267 | Genève                                 | Rue de Genève 12                                | Evere                    |
| 268 | Dunant                                 | Avenue Henry Dunant                             | Evere                    |
| 269 | Cicéron                                | Chaussée de Louvain 1166                        | Evere                    |
| 270 | De Paduwa                              | Avenue des Anciens Combattants                  | Evere                    |
| 271 | Dubois                                 | Boulevard Edmond Machtens 102-104               | Molenbeek-Saint-Jean     |
| 272 | Scheutbos                              | Boulevard Louis Mettewie 419                    | Molenbeek-Saint-Jean     |
| 273 | Tamaris                                | Boulevard Louis Mettewie 79                     | Molenbeek-Saint-Jean     |
| 274 | Corhay                                 | Chaussée de Gand 579-587                        | Molenbeek-Saint-Jean     |
| 275 | Versailles                             | Avenue de Versailles 125                        | Neder-Over-Heembeek      |
| 276 | Croix de guerre                        | Avenue des Croix de guerre 116                  | Neder-Over-Heembeek      |
| 277 | Van Praet                              | Avenue Van Praet                                | Laeken                   |
| 278 | Stade                                  | Avenue Houba-de Strooper                        | Laeken                   |
| 280 | Heysel                                 | Avenue de l'Impératrice Charlotte               | Laeken                   |
| 281 | Atomium                                | Boulevard du Centenaire                         | Laeken                   |
| 282 | Centenaire                             | Boulevard du Centenaire                         | Laeken                   |
| 283 | Piscine                                | Rue de Lombartzyde                              | Neder-Over-Heembeek      |
| 285 | Coghen                                 | Avenue Coghen 1 à 5                             | Uccle                    |
| 286 | Bens                                   | Chaussée d'Alsemberg 548                        | Uccle                    |
| 287 | Floreal                                | Avenue Brugmann 359                             | Uccle                    |
| 288 | Houzeau                                | Avenue Houzeau 10                               | Uccle                    |
| 289 | Square J. Marlow                       | Square Marlow 3-4-5                             | Uccle                    |
| 290 | Gare de Calevoet                       | Chaussée d'Alsemberg 1006                       | Uccle                    |
| 291 | Decroly                                | Rue Gatti de Gamond                             | Uccle                    |
| 292 | Rittweger                              | Rue Rittweger                                   | Uccle                    |
| 293 | Keym                                   | Avenue du Col Vert                              | Watermael                |
| 294 | Wiener                                 | Place Wiener 2                                  | Watermael                |
| 295 | Coin du balai                          | Avenue de la Forestière                         | Watermael                |
| 297 | Ten Reuken                             | Boulevard du Souverain 76                       | Watermael                |
| 298 | Hall des sports                        | Avenue des neuf provinces / Rue Vanderveken     | Ganshoren                |
| 299 | Saint-Adrien                           | Avenue du Pesage 21                             | Ixelles                  |
| 300 | Gare de Boondael                       | Avenue de la Forêt 23                           | Ixelles                  |
| 301 | Marie-José                             | Place Marie-José 6                              | Ixelles                  |
| 303 | Vieux Tilleul                          | Avenue du bois de la Cambre 113                 | Ixelles                  |
| 304 | Araucaria                              | Avenue des Croix du Feu 221C                    | Neder-Over-Heembeek      |
| 305 | Peter Benoît                           | Place Peter Benoît                              | Neder-Over-Heembeek      |
| 307 | Karel Bogaert                          | Boulevard Emile Bockstael 307                   | Laeken                   |
| 308 | Tivoli                                 | Rue de Wautier / Rue de Molenbeek               | Laeken                   |
| 309 | Centenaire                             | Square du Centenaire                            | Ganshoren                |
| 310 | Saint Vincent                          | Rue Stroobants                                  | Evere                    |
| 311 | Delta                                  | Boulevard des Invalides                         | Auderghem                |
| 312 | Centre Culturel                        | Boulevard du Souverain 282                      | Auderghem                |
| 313 | Demey                                  | Boulevard des Invalides / Avenue Louis Dehoux   | Auderghem                |
| 314 | Hermann-Debroux                        | Avenue Herrmann-Debroux                         | Auderghem                |
| 315 | Sacré-Cœur Auderghem                   | Square du Sacré-Cœur                            | Auderghem                |
| 317 | Geyskens                               | Avenue Isidore Geyskens 108                     | Auderghem                |
| 318 | Cardinal Mercier                       | Place Cardinal Mercier 6                        | Jette                    |
| 319 | Ancienne barrière                      | Place de l'ancienne barrière 10                 | Jette                    |
| 320 | UZ Brussel                             | Avenue de l'arbre ballon                        | Jette                    |
| 321 | Sacré-Cœur Jette                       | Avenue du Sacré-Cœur 71 à 79                    | Jette                    |
| 322 | Parc Roi Baudouin                      | Rue Jean-Baptiste Moyens 400                    | Jette                    |
| 323 | Carène                                 | Avenue Léon Grosjean                            | Evere                    |
| 324 | Thomas Balis                           | Chaussée de Wavre 1395 à 1403                   | Auderghem                |
| 325 | Hankar                                 | Chaussée de Wavre 1208                          | Auderghem                |
| 326 | Adeps                                  | Chaussée de Wavre 2057                          | Auderghem                |
| 327 | Sibelga                                | Quai des Usines 16                              | Bruxelles                |
| 328 | Heydenberg                             | Avenue Heydenberg 99                            | Woluwé-Saint-Lambert     |
| 329 | Roodebeek                              | Avenue Paul Hymans                              | Woluwé-Saint-Lambert     |
| 330 | Vandervelde                            | Avenue Émile Vandervelde 90                     | Woluwé-Saint-Lambert     |
| 331 | Georges Henri                          | Avenue Geogres Henri / Boulevard Vrand Withlock | Woluwé-Saint-Lambert     |
| 332 | Vergote                                | Boulevard Brand Withlock                        | Woluwé-Saint-Lambert     |
| 333 | Tractebel                              | Avenue Marcel Thiry 93                          | Woluwé-Saint-Lambert     |
| 334 | Marcel Thiry                           | Avenue Marcel Thiry 23                          | Woluwé-Saint-Lambert     |
| 335 | Thiry                                  | Boulevard de la Woluwe 100                      | Woluwé-Saint-Lambert     |
| 336 | Kraainem                               | Avenue de Wezembeek 7A                          | Woluwé-Saint-Lambert     |
| 338 | UCL                                    | Avenue E. Mounier                               | Woluwé-Saint-Lambert     |
| 339 | Meudon                                 | Square de Meudon                                | Woluwé-Saint-Lambert     |
| 341 | Voot                                   | Boulevard de la Woluwe 58                       | Woluwé-Saint-Lambert     |
| 342 | Maison communale Berchem-Sainte-Agathe | Avenue du Roi Albert 38                         | Berchem-Sainte-Agathe    |
| 343 | Vandendriesch                          | Rue Vandendriesch                               | Berchem-Sainte-Agathe    |
| 344 | Bethléem                               | Place de Bethléem                               | Saint-Gilles             |
| 345 | 3 tilleuls                             | Avenue des Ortolans 2                           | Watermael                |

## Critiques

### Exploitation
Plusieurs associations environnementales bruxelloises critiquent le fait de confier un pan de la gestion de la mobilité douce à société spécialisée dans la publicité (JCDecaux). Cependant, il faut noter que la location d’espaces publicitaires contribue au financement du système de vélos en libre-service.
L’aspect éthique des Villo! a été remis en question dès 2009. Ces derniers sont effet produits en Hongrie à Tószeg par des ouvriers rémunérés 2€ de l'heure.
Au grand dam des automobilistes, près de 400 emplacements de parking ont été supprimés pour permettre d’installer les stations Villo! sur le territoire.
Il y a eu des retards dans le maillage des communes à cause d’allongements des délais de certains chantiers par exemple. De plus, la convention entre la Région bruxelloise et la firme JCDecaux a fait l’objet de plusieurs recours juridiques. C’est par le biais d’une ordonnance que la situation a été régularisée, et cela plus de deux ans après la signature du contrat initial.
Dès les débuts du service, des déséquilibres sont apparus entre des stations pleines (souvent situées dans le bas de la ville) et d’autres vides (généralement situées plus en hauteur). Puisque la rotation naturelle des vélos ne suffit pas, des employés de JCDecaux rééquilibrent les stations tous les jours . En outre, les stations les plus fréquentées ont été agrandies afin d’améliorer la situation.
Les seules statistiques disponibles concernant les vols montrent une diminution entre 2010 et 2012.

### Utilisation
La réactivité des stations et des bornes est parfois médiocre, ce qui complique le processus de réservation. Des utilisateurs reprochent également le poids des vélos et leur état parfois aléatoire. Même si la reconduction tacite de l’abonnement annuel est prévue dans les conditions d’utilisation, elle est critiquée dès les premières années.
Jusqu’à la mise à jour des conditions d’utilisation en 2019, l’achat d’un ticket 1 ou 7 jours entrainait le blocage de 150 euros sur la carte bancaire de l’utilisateur. À présent, que ce soit avec un ticket 1 ou 7 jours ou un abonnement, le dépôt de garantie de 150 euros est prélevé au titre de pénalités en cas de dégradation ou de perte du vélo par exemple.